# جبل ربح (حزم العدين)

تعديل مصدري - تعديل

جبل ربح محلة تابعة لقرية الاوهار، التابعة لعزلة الشعاور بمديرية حزم العدين إحدى مديريات محافظة إب في الجمهورية اليمنية، بلغ تعداد سكانها 97 حسب تعداد اليمن لعام 2004.